# Anders Michanek
Anders Michanek, född 30 maj 1943 i Stockholm, är en svensk före detta speedwayförare. Han vann VM individuellt en gång och par-VM tre gånger.

## Karriär och meriter
Michanek blev världsmästare 1974 på hemmaplan (Ullevi), på maximala 15 poäng. Han lyckades egentligen inte så bra i VM-sammanhang med tanke på sin höga kapacitet, och han hade en mängd VM-finaler bakom sig innan han äntligen lyckades vinna.
Michanek blev svensk mästare ett otal gånger, både individuellt och i lag med Getingarna. Han hade dessutom en mycket framgångsrik klubbkarriär i British League, där han 1967 ursprungligen skrev på för Long Eaton Archers och fortsatte i klubbar som Leicester Lions, Newcastle Diamonds, Reading Racers, Ipswich Witches och Cradley Heath Heathens.
Anders Michanek vann också par-VM i speedway vid tre tillfällen: 1973 och 1975 tillsammans med Tommy Jansson samt 1974 i lag med Sören Sjösten.
1979 vann Michanek SM i snöskoter.

## Övrigt
Michanek bor sedan 1985 på Singö i Uppland, där han varit verksam med egen entreprenadfirma inom gräv- och transportbranschen.

## Världsfinaler (individuella VM)
- 1967 -  London, Wembley Stadium - 6:e plats (9 poäng)
- 1968 -  Göteborg, Ullevi - 7:e plats (9 poäng)
- 1970 -  Wrocław, Stadion Olimpijski we Wrocławiu ("Olympiska stadion i Wrocław") - 9:e plats (7 poäng)
- 1971 -  Göteborg, Ullevi - 5:e plats (11 poäng)
- 1972 -  London, Wembley Stadium - 7:e plats (8 poäng)
- 1973 -  Chorzów, Stadion Śląski ("Schlesienstadion") - 5:e plats (11 poäng)
- 1974 -  Göteborg, Ullevi - 1:a plats (15 poäng)
- 1975 -  London, Wembley Stadium - 2:a plats (13 poäng)
- 1976 -  Chorzów, Stadion Śląski ("Schlesienstadion") - reserv (2 poäng)
- 1977 -  Göteborg, Ullevi - 8:e plats (8 poäng)
- 1978 -  London, Wembley Stadium - 10:e plats (7 poäng)

## Klubbkarriär

### Sverige
- Gamarna - 1965–66
- Getingarna - 1967–83
- Gamarna - 1984–85
- Rospiggarna - 1989

### Storbritannien
- Long Eaton Archers - 1967
- Leicester Lions - 1968
- Newcastle Diamonds - 1970
- Reading Racers - 1971–73, 1975
- Cradley Heath Heathens - 1977
- Reading Racers - 1981

## Mästerskap

### Individuellt
- VM - 1974
- VM på långbana - 1977
- SM - 1972, 1975, 1976, 1978 och 1982
- Snöskoter-SM - 1979

### I lag
- Par-VM - 1973, 1974, 1975
- Lag-VM - 1970
- Par-SM - 1965, 1970, 1974, 1975
- Lag-SM - 1967, 1969, 1974, 1978, 1979, 1981, 1982, 1983